# هيومية
تشير الهيومية إلى فلسفة ديفيد هيوم وإلى تقليد الفكر المستوحى منه. كان هيوم فيلسوفاً اسكتلندياً مؤثراً معروفاً بنهجه التجريبي، والذي طبقه في مجالات مختلفة في الفلسفة. فلسفة العلم، اشتهر بتطوير نظرية انتظام السببية، وتنص في أقوى أشكالها على أن السببية ليست سوى اقترانًا مستمرًا لأنواع معينة من الأحداث دون أي قوى أساسية مسؤولة عن انتظام الاقتران هذا. يرتبط هذا ارتباطاً وثيقاً بأطروحته الميتافيزيقية القائلة إنه لا توجد روابط ضرورية بين الكيانات المتميزة. تعرف نظرية هيوم الأفعال بأنها سلوك جسدي ناتج عن حالات وعمليات عقلية دون الحاجة إلى الرجوع إلى وكيل مسؤول عن ذلك. شعار نظرية هيوم للعقل العملي هو أن «العقل... عبد العواطف». قيد هيوم مجال العقل العملي على العقلانية الأداتية فيما يتعلق بالوسائل التي يجب توظيفها لتحقيق غاية معينة. لكنه ينكر على العقل دورًا مباشرًا فيما يتعلق بالغايات التي يجب اتباعها. محور موقف هيوم في الميتا أخلاقيات هو التمييز الواجب. ينص ذلك على أن العبارات المتعلقة بالحقائق حول العالم، لا تعني ضمنًا عبارات الواجب، وهي ادعاءات أخلاقية أو تقييمية حول ما يجب القيام به أو ما له قيمة. في فلسفة العقل، يشتهر هيوم بتطويره لنظرية حزمة الذات. والتي تنص على أن الذات يجب أن تفهم على أنها حزمة من الحالات العقلية لا مادة تعمل كحامل لهذه الحالات، كما هو المفهوم التقليدي. كان الدافع وراء العديد من هذه المواقف في البداية هو نظرة هيوم التجريبية. يؤكد هيوم على الحاجة إلى تأسيس نظريات المرء في التجربة والأخطاء التي تعارض النظريات لفشلها في القيام بذلك. لكن تجاوز العديد من الفلاسفة داخل التقليد الهيوماني هذه القيود المنهجية واستخلصوا استنتاجات ميتافيزيقية مختلفة من أفكار هيوم.

## السببية والضرورة
تفهم السببية عادة بأنها علاقة بين حدثين حيث يكون الحدث السابق مسؤولاً عن إحداث الحدث اللاحق أو استلزامه.كان تفسير هيوم للسببية مؤثرًا. سؤاله الأول هو كيفية تصنيف العلاقات السببية.في رأيه، فهي تنتمي إما إلى علاقات الأفكار أو مسائل الواقع. يشار إلى هذا التمييز باسم شوكة هيوم. تتضمن علاقات الأفكار روابط ضرورية يمكن معرفتها مسبقًا بشكل مستقل عن التجربة. من ناحية أخرى، تتعلق الأمور الواقعية بمقترحات طارئة حول العالم لا يمكن معرفتها إلا من خلال الإدراك والذاكرة.وفقًا لهيوم تندرج العلاقات السببية تحت فئة مسائل الحقائق، لأنه من المتصور أنها لا تحصل عليها، وهو ما لن يكون عليه الحال إذا كانت ضرورية.  بالنسبة لنظرة هيوم التجريبية، هذا يعني أنه يجب دراسة العلاقات السببية من خلال الاهتمام بالتجربة الحسية.المشكلة في هذه ذلك أن العلاقة السببية نفسها لا تعطى أبدًا بشكل مباشر في الإدراك. على سبيل المثال، من خلال الإدراك البصري، يمكننا أن نعرف أنه قد ألقي حجر أو لا في اتجاه النافذة وأنه بعد ذلك انكسرت النافذة، لكننا لا نرى مباشرة أن الرمي تسبب في الكسر.  هذا يقودنا إلى استنتاج هيوم المتشكك: بالمعنى الدقيق للكلمة، لا نعرف أن العلاقة السببية كانت موجودة.  بدلًا من ذلك، نفترض ذلك بناء على تجارب سابقة كان لها سلاسل أحداث متشابهة جدًا مثل محتوياتها.ينتج عن هذا عادة توقع الحدث اللاحق بالنظر إلى انطباع الحدث السابق. على المستوى الميتافيزيقي، غالبًا ما يُفسر هذا الاستنتاج على أنه أطروحة مفادها أن السببية ليست سوى اقترانًا مستمرًا لأنواع معينة من الأحداث. يطلق على هذا أحيانًا «نظرية الانتظام البسيط للسببية». تعرف الأطروحة الميتافيزيقية وثيقة الصلة بمقولة هيوم: «لا يوجد شيء، مما يعني وجود أي شيء آخر إذا أخذنا في الاعتبار هذه الأشياء في حد ذاتها».تقدم جيسيكا ويلسون الصيغة المعاصرة التالية: «لا توجد صلات ميتافيزيقية ضرورية بين كيانات متميزة تمامًا ومطبوعة في جوهرها». تحفز هذه الأطروحة حدس هيوم الذي ينص على أنه بينما تقدم لنا التجربة أفكاراً معينة لأشياء مختلفة، فقد تكون قد قدمت لنا أفكارًا مختلفة تمامًا. لذلك عندما أرى طائرًا على شجرة، ربما أكون قد أدركت طائرًا بدون شجرة أو شجرة بدون طائر. لأن جوهرهم لا يعتمد على بعضهم.استخدم أتباع هيوم ومفسروه أحيانًا مقولة هيوم كأساس ميتافيزيقي لنظرية هيوم في السببية. وفقاً لوجهة النظر هذه، لا يمكن أن تكون هناك أي علاقة سببية بالمعنى القوي لأن هذا سينطوي على حدث واحد يستلزم حدثًا آخر، وهو ما ينفيه قول هيوم. جرى استخدام مقولة هيوم في حجج مختلفة في الميتافيزيقيا المعاصرة.  على سبيل المثال، يمكن استخدامه كحجة ضد الضرورة الاسمية، الرأي القائل إن قوانين الطبيعة ضرورية، أي هي نفسها في جميع العوالم الممكنة.  لمعرفة كيف يمكن أن يعمل ذلك، ضع في اعتبارك حالة الملح الذي يلقى في كوب من الماء ثم يذاب لاحقاً. يمكن وصف هذا بأنه سلسلة من حدثين، حدث رمي وحدث ذوبان. يعتقد القائلون بمذهب الضرورية أن جميع العوالم الممكنة مع حدث الرمي تحتوي أيضًا على حدث ذوبان لاحق. لكن الحدثين كيانان منفصلان، لذلك وفقًا لقول هيوم، من الممكن أن يكون هناك حدث واحد دون الآخر.